# تشارلز ماسون (قاضي)
تشارلز ماسون (بالإنجليزية: Charles Mason)‏ هو قاضي أمريكي، ولد في 24 أكتوبر 1804، وتوفي في 27 فبراير 1882.